# 851
851 foi um ano comum do século IX, que teve início e fim a uma quinta-feira, no Calendário juliano. A sua letra dominical foi C.
| Ano completo                        |
| ----------------------------------- |
| Ano comum com início à quinta-feira |

## Mortes
- 7 de março – Nominoe.
- 20 de Março – Ermengarda de Tours, imperatriz consorte de Lotário I.